# Dame-Marie (Haïti)
Pour les articles homonymes, voir Marie et Dame-Marie.
Dame-Marie (Dam Mari en créole haïtien) est une commune d'Haïti, située dans le département de Grand'Anse, arrondissement d'Anse-d'Ainault.

## Démographie
La commune est peuplée de 38 747 habitants(recensement par estimation de 2015).

## Administration
La commune est composée des sections communales de :
| - Lesson - Bariadelle - Dallier | - Desormeau - Petite Rivière - Baliverne |

## Économie
L'économie locale repose sur l'agriculture, notamment la production du cacao et la pêche.
La ville possède une centrale électrique ainsi qu'un aérodrome. Avec une grande richesse écologique et de belles plages naturelles, cette commune est dotée d'un fort potentiel touristique.